# Curimata incompta
Curimata incompta es una especie de peces de agua dulce de la familia Curimatidae en el orden de los Characiformes.

## Morfología
Los machos pueden llegar alcanzar los 11,2 cm de longitud total.

## Hábitat
Vive en zonas de clima tropical.

## Distribución geográfica
Se encuentran en Sudamérica, en ríos de la cuenca del río Orinoco.